# La Roue Tourangelle 2007
La Roue Tourangelle 2007, sesta edizione della corsa e valida come evento dell'UCI Europe Tour 2007 categoria 1.2, si svolse il 25 marzo 2007 su un percorso totale di circa 186 km. Fu vinta dal russo Jurij Trofimov che terminò la gara in 4h18'30", alla media di 43,172 km/h.
Partenza con 136 ciclisti, dei quali 104 portarono a termine la gara.

## Squadre e corridori partecipanti
| N.    | Cod. | Squadra                         |
| ----- | ---- | ------------------------------- |
| 1-8   | MST  | Moscow Stars                    |
| 11-18 | VBT  | Vision Bikes-Logstor            |
| 21-28 | CCD  | Continental CT Differdange      |
| 31-38 | NIP  | Nippo Corporation-Meitan Hompo  |
| 41-48 | STO  | Storez-Ledecq Materiaux         |
| 51-58 | AMO  | Amore & Vita-McDonald's         |
| 61-68 | CAL  | Calyon-Litespeed Pro Cycling T. |
| 71-78 | DUJ  | Duja-Tavira                     |
| 81-88 |      | Russia (bandiera)               |
| 91-98 | VEN  | Vendee U                        |

| N.      | Cod. | Squadra                      |
| ------- | ---- | ---------------------------- |
| 101-108 | LPM  | La Pomme Marseille           |
| 111-118 |      | Blois Cac 41                 |
| 121-128 |      | RO Saint-Amand Montrond      |
| 131-138 |      | UC Sablé                     |
| 141-148 |      | CG Orléans-Loiret            |
| 151-158 |      | Saint Cyr Tours Val de Loire |
| 161-168 | ISD  | ISD Sport Donetsk            |
| 171-178 |      | Entente Sud Gascogne         |
| 181-188 |      | CA Mantes-La Ville           |
| 191-198 | KCT  | Kalev Chocolate Team         |

## Ordine d'arrivo (Top 10)
| Pos. | Corridore         | Squadra        | Tempo    |
| ---- | ----------------- | -------------- | -------- |
| 1    | Jurij Trofimov    | Moscow Stars   | 4h18'30" |
| 2    | David Tanner      | La Pomme Mar.  | s.t.     |
| 3    | Dmytro Krivstov   | ISD-Sport-Don. | a 18"    |
| 4    | Martial Roman     | Entente Sud    | s.t.     |
| 5    | Joseph Lemoine    | Saint Cyr      | s.t.     |
| 6    | Mariusz Wiesiak   | Nippo-Meitan   | s.t.     |
| 7    | Thibault Mace     | Vendee U       | s.t.     |
| 8    | Cédric Drouet     | Roue Or St Am. | s.t.     |
| 9    | Simon Le Brun     | Roue Or St Am. | s.t.     |
| 10   | Luis Albino Silva | Duja-Tavira    | s.t.     |